# 霍夫漢尼斯·達夫特揚
霍夫漢尼斯·達夫特揚（1983年11月25日—）是一名亞美尼亞柔道運動員，曾代表國家參加2012年倫敦奧運的60公斤級柔道比賽，並未獲得獎牌。他曾在2009年世界柔道锦标赛上摘得男子60公斤级铜牌。